# PIAA
PIAA株式会社（ピア、英: PIAA Corporation）は、東京都文京区に本社を置く自動車部品・用品メーカー。株式会社宇佐美鉱油の子会社。

## 概要
LED・HIDなどのランプ類を主体に、カーキャリア・ワイパー・オイルフィルター・エアフィルタなどを扱っている。
2024年3月27日、親会社であった市光工業の「ライティング事業への経営資源の集中」の方針から、同社が保有していたPIAAの全株式を宇佐美鉱油（本社：愛知県津島市）に売却することを発表。同年8月30日より宇佐美グループ傘下となった。

## 沿革
- 1963年（昭和38年） - 市光工業株式会社の一般補修部品販売部門が、株式会社エバーウイングとして分離独立。
- 1968年（昭和43年） - 株式会社エバエースに商号変更。
- 1980年（昭和55年） - 「PIAA」ブランドでの商品展開を開始。
- 1981年（昭和56年） - ドアミラーを販売、ヒット商品となる。アドバンPIAAラリーチーム（ランサーターボ）で世界ラリー選手権、RACラリーに参戦。
- 1983年（昭和58年） - ピア株式会社に商号変更。カーキャリアブランド「TERZO」を発売。アパレル事業を開始。
- 1986年（昭和61年） - レーシングドライバー・中嶋悟へのサポートを開始。
- 1987年（昭和62年） - 世界最高域鍛造製法による高性能アルミホイールの製造販売を開始。
- 1989年（平成元年） - 本社を渋谷区神宮前に移転。
- 1991年（平成3年） - サファリラリーでランプを供給したトヨタ・セリカが総合優勝。
- 1999年（平成11年） - 撥水シリコンワイパーを世界で初めて発売。
- 2004年（平成16年） - 2輪業界に進出、鈴鹿8時間耐久ロードレースなどでサポート開始。
- 2007年（平成19年） - アパレル事業から撤退。
- 2011年（平成19年） - PIAA株式会社に商号変更。本社を文京区水道に移転。市光工業株式会社の完全子会社となり、フランスの大手自動車部品メーカー・ヴァレオとパートナーシップを締結。
- 2017年（平成29年） - TOYOTA GAZOO Racing World Rally Teamとオフィシャルテクニカルパートナー契約を締結。市光工業がヴァレオ・バイエンの傘下となったことでヴァレオグループの一員となり、企業ロゴを一部変更。
- 2018年（平成30年） - 映画『OVER DRIVE』に制作協力としてライティングを供給。
- 2023年（令和5年） - アルミホイールの製造販売を終了。
- 2024年（令和6年） - 市光工業が宇佐美鉱油にPIAAの全株式を売却[1]、宇佐美グループ傘下となる。

## 事業所
- 本社 - 東京都文京区
- 事業所 - 群馬県藤岡市
- 海外拠点 - PIAA Co., USA（オレゴン州ポートランド）

## 扱い製品
4輪
ライト・バルブ（LED、HID、ハロゲン、白熱球）
ワイパー
フィルター（オイル、エア、エアコン、関連製品）
ラジエターバルブ
ホーン
リペアパーツ（クラッチ、スターター/オルタネーター、エアコン部品、ランプ 他）
融雪ヒーター
抗菌・防臭
キャリア・ルーフボックス
2輪
ライト・バルブ（HID、LED、ハロゲン）
ホーン
メンテナンス

## ブランド
- PIAA
- TERZO - キャリア・ルーフボックス
- SPAC - ラジエターバルブ[注釈 1]

## 他事業
1983年よりアパレル事業を開始。衣料品や小物類（帽子、バッグ、腕時計など）を国内各地に展開していた直営店で販売したほか、レース開催時はサーキットに特設ブースを出店していた。白と黒を基調としたシンプルなデザインを主体として、衣料品には「MOTOR SPORTS PIAA」「RACING PIAA」「SPORT ELEGANCE PIAA」などの刺繍やワッペンがあしらわれ、サーキットでの定番ファッションの1つとなった。自ら高級ブランドを標榜していたことから、商品は比較的高額な価格設定がされていた。2007年までに全ての直営店を閉鎖しアパレル事業から撤退した。
スノーボードのブランド「NITRO（ナイトロ）」の製品やキックボード製品、スノーチェーンの輸入販売も行ない一時期大きな実績を上げたこともあった。
自転車用LEDライト（フロント用、リア用）、ドアミラーに装着するサイドミラーモニターカメラ「アルカムトレス」、エンジンオイル、ボディコーティング製品なども販売していたが数年で撤退した。

## モータースポーツ

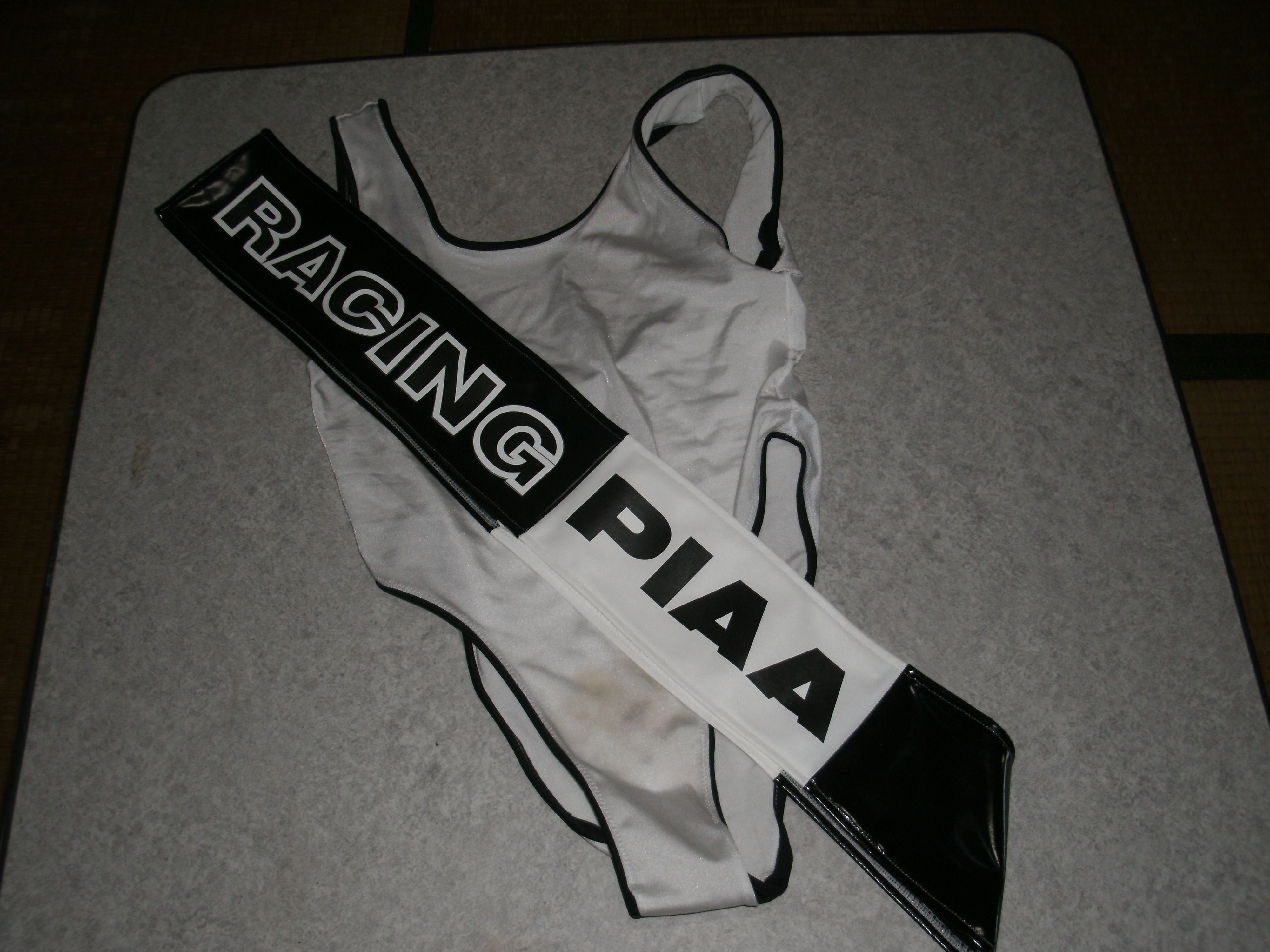
PIAAレースクイーンのコスチューム

モータースポーツへの支援に積極的な企業で、1981年にラリーチームにランプを供給したことに始まる。その後は徐々に分野を広げ、現在ではラリーやツーリングカーなどの4輪レースの他、鈴鹿8耐や世界耐久選手権など2輪レースへも支援を行っている。品質の高さからランプのみならず撥水ワイパー、アルミホイールなど国内外を問わず4輪、2輪共に採用するチームは多い。
1986年から中嶋悟（及び中嶋企画）へのスポンサー活動を開始。中嶋の国内最後のレースとなった1991年の日本グランプリでは「ありがとう中嶋悟」の応援日の丸フラッグを大量に配布しバックアップした。中嶋の引退後も中嶋企画のスポンサーを継続したが、2009年をもって撤退。2012年からサポートを再開している。
WRCではヒュンダイ・シトロエン・トヨタにランプ、撥水ワイパーを供給している。

## 関連企業
- 株式会社宇佐美鉱油 - 親会社
- PIAA CORPORATION USA